# Herpestidae
Herpestidae é uma família de mamíferos da ordem Carnivora que inclui os mangustos e suricatas, entre outros animais. O grupo inclui cerca de 40 espécies, a maioria das quais nativas de África. Os herpestídeos ocupam uma grande variedade de habitats, desde florestas tropicais a desertos. Até 1993 os herpestídeos foram classificados na família Viverridae, apesar de se assemelharem mais  aos Mustelídeos, mas não possuem qualquer parentesco pois é fruto de uma Evolução paralela.
Os herpestídeos são carnívoros de pequeno porte, com 1 a 5 kg de peso e 20 a 75 cm de comprimento. São animais compridos e alongados de patas curtas e cauda longa. A cabeça é relativamente pequena com orelhas triangulares e pontiagudas. O focinho é afilado e triangular e é contíguo ao resto do crânio, por oposição aos viverrídeos que têm o focinho bem demarcado. Os olhos são relativamente grandes e apresentam uma pupila ovalada e horizontal. A maioria das espécies é uniformemente acastanhada, mas outras têm riscas. 
Os herpestídeos têm entre 32 a 40 dentes pontiagudos e pouco especializados. Esta dentição é adaptada a uma alimentação diversificada, baseada em insectos, pequenos mamíferos, répteis e aves, ovos, raízes, frutos e bagas. Algumas espécies de mangusto são conhecidas pela sua facilidade em matar cobras venenosas. Podemos dizer que os mangustos são, de certa forma, imunes ao veneno das mais peçonhentas serpentes, como por exemplo, a Naja africana, pois mesmo ao serem picadas por elas, seu organismo reage de forma positiva e extremamente rápida. Algumas espécies são arborícolas, mas a maioria prefere habitar o solo. Os herpestídeos têm hábitos sociais muito variados, desde os suricatas que vivem em grupos numerosos a espécies de modo de vida solitário. 

## Classificação
- FAMÍLIA HERPESTIDAE
  - Subfamília Herpestinae
    - Gênero Atilax
      - Mangusto-dos-pântanos, Atilax paludinosus

    - Gênero Bdeogale
      - Bdeogale crassicauda
      - Bdeogale jacksoni
      - Bdeogale nigripes

    - Gênero Crossarchus
      - Crossarchus alexandri
      - Crossarchus ansorgei
      - Crossarchus obscurus

    - Gênero Cynictis
      - Cynictis penicillata

    - Gênero Dologale
      - Dologale dybowskii

    - Gênero Helogale
      - Helogale hirtula
      - Mangusto-anão, Helogale parvula

    - Gênero Herpestes
      - Herpestes brachyurus
      - Herpestes edwardsii
      - Sacarrabos, Herpestes ichneumon
      - Mangusto-de-java, Herpestes javanicus
      - Herpestes naso
      - Herpestes palustris
      - Herpestes semitorquatus
      - Herpestes smithii
      - Herpestes urva
      - Herpestes vitticollis

    - Gênero Ichneumia
      - Mangusto-de-cauda-branca, Ichneumia albicauda

    - Gênero Liberiictus
      - Liberiictis kuhni

    - Gênero Mungos
      - Mungos gambianus
      - Mangusto-listrado, Mungos mungo

    - Gênero Paracynictis
      - Paracynictis selousi

    - Gênero Rhynchogale
      - Rhynchogale melleri

    - Gênero Suricata
      - Suricata, Suricata suricatta